# Boundary megye
Boundary megye az Amerikai Egyesült Államokban, azon belül Idaho államban található. Megyeszékhelye és legnagyobb városa Bonners Ferry. Lakosainak száma 12 056 fő (2020. április 1.). Boundary megye Lincoln, Bonner, Pend Oreille és Regional District of Central Kootenay megyékkel határos.

## Népesség
A megye népességének változása:
| Lakosok száma | 11 014 | 10 814 | 10 832 | 10 853 | 11 318 | 12 056 |
|               | 2010   | 2011   | 2012   | 2013   | 2015   | 2020   |